# 德文島
德文島是地球上最大的無人島，加拿大伊莉莎白女王群島之一，位於加拿大北部努拿烏特基吉柯塔魯克地區巴芬灣，面積約為55,000平方公里。德文島位於北緯75度，很接近磁北極，天氣嚴寒；即使在夏天，亦很少超過攝氏10度，冬天可達-50度。德文島的環境和火星相似，近年來有些科學家在當地居住以作研究，島上有在始新世末期形成的霍頓隕石坑（Haughton impact crater）。
1924年8月，政府為打擊非法捕鯨和其他活動，在德文島設立一個哨站—丹達斯港（74°31'N 82°30'W）。1933年，哈得遜灣公司租用此哨站。1934年，毛皮業不景氣，救濟金減低，53個巴芬島因纽特家庭搬到德文島居住；然而到了1936年，他們都受不了這裏的氣候而離去。1940年代末，為了巡邏，丹達斯港曾有人居住，直到1951年丹達斯港再次關閉。現在的丹達斯港只有一些荒廢的建築。

## 外部連結
- 研究人員造訪地球上類似火星的地區
- NASA Haughton-Mars project （页面存档备份，存于）